# Wenn das mein großer Bruder wüßte
Wenn das mein großer Bruder wüßte ist ein österreichischer Schlagerfilm von Erik Ode aus dem Jahr 1959.

## Handlung
Weil ihm seine 15-jährige Schwester Conny eifersüchtig jedes Rendezvous (zer)stört, hat Schlagerstar Fred Carter irgendwann genug: Er geht auf Amerikatournee und steckt seine Schwester in ein Internat in Salzburg, wo sie ihren Abschluss als Dolmetscherin machen soll. Ein Jahr später feiert Conny ihren 16. Geburtstag und Fred will sie im Internat besuchen. Er hat ihr jedoch als Streich geschrieben, dass er nicht kommen kann, und sie damit vor ihren Freundinnen blamiert, die ihr nicht glauben, dass Fred ihr Bruder ist. Conny wiederum hat ihm nicht verraten, dass sie mal wieder durch die Prüfung gefallen ist. Fred müsste eigentlich zu einem Auftritt nach New York, trickst jedoch seine Konzertagentin Gwendolin aus und fliegt nach Salzburg. Er ist auch froh, ihr entkommen zu sein, weil er ihr zwar die Ehe versprochen hat, jedoch gar nicht heiraten will. Im Flugzeug trifft Fred auf Dave Berry, der ihm einst einige Schlager geschrieben hat. Dave entscheidet sich spontan, Fred nach Salzburg zu begleiten. In der Stadt kaufen sich beide aus Jux eine Tracht und Fred rasiert sich gar seinen Bart ab, um unerkannt zu sein. Tatsächlich erkennt ihn nicht einmal Conny, die zufällig ins gleiche Café kommt. Sie glaubt, sie habe einen Doppelgänger ihres Bruders vor sich und Fred spielt seine Rolle mit tiefem Dialekt gut. Er stellt sich ihr als Franz Wagner vor und Conny bittet ihn, mit ins Internat zu kommen und sich als ihr Bruder auszugeben. Tatsächlich gelingt es, die Freundinnen zu täuschen. Als „Fred“ singen soll, spielt Conny heimlich ein Tonband ab, das jedoch eines der Mädchen manipuliert. Der Schwindel fliegt auf und Fred, Dave und Conny fliehen. Unterwegs meint Conny, dass sie ja sowieso durch die Prüfung gefallen ist und Fred gibt spontan seine Maskerade auf, auch wenn Conny mit der Zeit sowieso mitbekommen hatte, dass sie es mit ihrem Bruder zu tun hat.
Auf dem Weg nach München bemerkt Fred Gwendolin, die zufällig in Salzburg ist. Auch sie sieht Fred und glaubt auch nicht, dass er Franz heißt. Sie lässt Freds Wagen verfolgen und gesellt sich schließlich in München an den Tisch von Fred, Conny und Dave. Um sie von ihrer „Echtheit“ zu überzeugen, singen Fred und Conny ein bayrisches Volkslied und Gwendolin zeigt sich angetan. Sie bietet an, „Franz“ und Conny unter Vertrag zu nehmen und gemeinsam auftreten zu lassen. Conny ist begeistert, hat Fred ihr doch bisher immer verboten zu singen. Nun trommelt sie eine Band zusammen und trifft so auf den vermeintlichen Jurastudenten Walter Spatz, der in Wirklichkeit Musik studiert. Walter zeigt sich zunächst snobistisch und lehnt Jazzmusik ab, kann sich jedoch mit der Zeit dafür begeistern. Sein Vater ist gegen ein Musikstudium, lässt sich jedoch schnell umstimmen, als Walter hinter seine Affäre mit dem Mannequin Lilo kommt. Die wiederum verliebt sich letztlich in Dave, der nun endlich die Richtige findet.
Fred hat das Versteckspiel mit der Zeit satt, zumal er sich auch um seine eigentliche Karriere kümmern muss. Gwendolin will ihm seine Trickserei jedoch heimzahlen und gibt vor, dass Fred längst nicht mehr bei den Frauen ankommt und sie in Franz einen besseren Ersatz und Publikumsmagneten gefunden hat. Fred forciert nun die Proben für den gemeinsamen Auftritt mit Conny, hofft er doch, Gwendolin anhand der Publikumsreaktionen zu beweisen, dass er immer noch Erfolg hat. Conny erfährt schließlich von Gwendolin, dass sie längst weiß, dass Franz Fred ist. Weil Conny eine Beziehung von Gwendolin und Fred gerne sähe, machen beide gemeinsame Sache und präsentieren Fred vor seinem Auftritt einen echten Doppelgänger, der sich als Fred ausgibt. Erst als Fred an sich selbst zu zweifeln beginnt, löst Conny alles auf. Fred ist erleichtert und tritt singend vor sein Publikum. Während Conny und Walter sich hinter der Bühne in die Arme fallen, packt Gwendolin im Publikum ein Geschenk aus, das Fred ihr vor seinem Auftritt gab – einen Verlobungsring.

## Produktion
Die Kostüme für Wenn das mein großer Bruder wüßte schuf Gerdago, die Filmbauten stammten von Fritz Jüptner-Jonstorff und Alexander Sawczynski. Der Film kam am 13. August 1959 in die deutschen Kinos.
Im Film sind verschiedene Lieder zu hören:
- Conny Froboess: Mister Music
- Conny Froboess: Wenn das mein großer Bruder wüßte
- Fred Bertelmann: Bahama-Melodie
- Fred Bertelmann: Sie sagt: Nein, nein, nein
- Conny Froboess & Fred Bertelmann: Oh wie wohl ist mir

## Kritik
Der film-dienst nannte Wenn das mein großer Bruder wüßte „öde Fließbandunterhaltung“ mit „einfallslos eingefädelte[n] Verwicklungen“.